# Dépôt chimique en solution
Le dépôt chimique en solution, ou dépôt en bain chimique (Chemical Solution Deposition ou Chemical Bath Deposition en anglais), est un procédé de dépôt de couches minces à partir d'un précurseur en solution aqueuse. Il procède généralement par nucléation hétérogène (déposition ou adsorption d'ions solvatés sur un substrat solide) formant une couche mince de chalcogénure métallique (essentiellement des oxydes, sulfures et séléniures) et plus rarement de composés ioniques. Ce procédé permet de déposer des couches minces de manière fiable à l'aide d'équipements simples à température modérée (inférieure à 100 °C) et à faible coût. Il peut de surcroît être employé pour des traitements en masse ou de dépôt continu. Les couches minces déposées par bain chimique sont utilisées de longue date dans l'industrie des semiconducteurs, les cellules photovoltaïques et les supercondensateurs, et sont également étudiées dans le domaine des nanomatériaux.

## Utilisations
Le dépôt chimique en solution est couramment employé dans l'industrie car c'est une méthode fiable, simple et bon marché comparée aux autres procédés de dépôt de couches minces, dans la mesure où elle ne demande que des infrastructures peu élaborées et utilise une solution aqueuse à température modérée,. Cette méthode peut de plus être adaptée aux productions de masse ou en continu. Elle forme des cristaux de petite taille qui sont a priori peu adaptés aux besoins de l'industrie des semiconducteurs de pointe mais répondent en revanche très bien aux besoins en nanomatériaux. Les couches minces obtenues par dépôt chimique en solution peuvent malgré tout présenter de bonnes propriétés photovoltaïques (largeur de bande interdite) par rapport aux substances semblables obtenues par d'autres méthodes de dépôt plus sophistiquées.

### Utilisations historiques
Justus von Liebig publia en 1865 un article décrivant l'emploi de cette technique avec de l'argent pour obtenir des miroirs, bien que, de nos jours, on emploie plutôt des techniques d'électroplacage et de dépôt sous vide. Des couches minces de sulfure de plomb PbS et de séléniure de plomb PbSe déposées par bain chimique ont probablement été utilisées pendant la Seconde Guerre mondiale dans des détecteurs infrarouges car elles sont photoconductrices dans ces conditions.

### Utilisations photovoltaïques
La production de cellules photovoltaïques polycristallines est une application importante du dépôt chimique en solution parce que cette méthode offre un excellent rapport entre la performance des couches minces semiconductrices obtenues et le coût de revient complet de tels composants. Cette méthode donne en effet des cristaux plus petits avec une largeur de bande interdite accrue, notamment avec le sulfure de cadmium CdS, principale substance utilisée avec cette technique dans la production de cellules au tellurure de cadmium CdTe,.

### Utilisation optiques
Des couches minces déposées par bain chimique peuvent être utilisées pour absorber certaines longueurs d'onde et en réfléchir ou en transmettre d'autres car la largeur de bande interdite de ces matériaux peut être contrôlée finement par cette méthode de dépôt. Ceci peut être mis à profit pour réaliser des traitements antireflet, des filtres optiques, des polariseurs, des surfaces réfléchissantes, etc.,. On les retrouve ainsi dans la fabrication de panneaux solaires, de LED, de varistances et de bien d'autres équipements.

### Nanomatériaux
Le dépôt chimique en solution permet de produire des couches minces en nanoparticules de semiconducteurs ou de céramiques dont les propriétés et la nanostructure peuvent être étroitement contrôlées avec une fiabilité d'ordre nanométrique. Ces matériaux présentent une épaisseur, une composition et une géométrie uniformes sur la surface du substrat, dont ils épousent précisément la forme et la structure,. Il est ainsi possible d'obtenir des couches épitaxiales polycristallines, des réseaux poreux, des nanotiges, des super-réseaux et des matériaux composites.

## Procédé
Le dépôt chimique en solution utilise un précurseur conçu pour que la déposition ne se produise que sur le substrat. On commence par verser des sels métalliques et des chalcogénures dans de l'eau pour former une solution aqueuse contenant des ions du métal ainsi que des ions chalcogénures qui formeront la substance déposée en couche mince. La température, le pH et la concentration en sels sont ajustés pour que la solution soit en sursaturation métastable, c'est-à-dire pour que les ions soient en situation de précipiter mais sans pouvoir franchir la barrière thermodynamique de nucléation. Le substrat est alors introduit dans la solution et sa surface agit comme un catalyseur de nucléation conduisant à la formation d'une couche mince de précipité par l'un des deux mécanismes réactionnels décrits ci-dessous.
Le pH, la température et la composition de la couche mince déterminent la taille des cristaux et peuvent être utilisés pour contrôler la vitesse de formation et la structure de la substance déposée. L'agitation, l'illumination de la solution et l'épaisseur du substrat sont d'autres paramètres déterminant la taille des cristaux formés. L'agitation limite l'incorporation dans la couche mince de cristaux précipités depuis la suspension colloïdale, ce qui donne des dépôts plus lisses, plus homogènes et avec une plus grande largeur de bande interdite. L'agitation affecte également la vitesse de formation et la température à laquelle se produit la déposition, et peut également modifier la structure des cristaux déposés.
Cette méthode tend à déposer des couches d'épaisseur, de composition et de géométrie uniformes, même sur des substrats irréguliers, ce qui la distingue de la plupart des autres procédés. Les ions se déposent sur toutes les surfaces exposées du substrat, et les cristaux croissent à partir de ces ions,.

### Mécanismeion par ion
Dans ce mode de déposition, les ions solvatés du précurseur précipitent directement pour former la couche mince déposée. C'est par exemple le cas avec la déposition de sulfure de cadmium CdS :
Cd2+(aq) + S2−(aq) ⟶ CdS↓.
Les conditions sont contrôlées de telle sorte qu'il se forme peu d'anions hydroxyde OH− susceptibles de bloquer la déposition ou la précipitation d'hydroxyde métallique insoluble. Un chélateur peut parfois être employé pour prévenir la formation d'hydroxyde métallique. Le sel métallique et le sel de chalcogénure se dissocient pour former les cations métalliques et anions chalcogénures précurseurs du matériau à déposer ; ces espèces sont attirées par la surface du substrat par les forces de van der Waals,. Cette méthode conduit à des cristaux plus gros et moins uniformes que celle par agrégats d'hydroxydes.

### Mécanisme par agrégats d'hydroxydes
La déposition se déroule en présence d'anions hydroxyde OH− dans la solution et conduit généralement à la formation de cristaux plus petits et plus uniformes que le mécanisme ion par ion. La déposition de sulfure de cadmium CdS est alors représentée par les réactions idéalisées suivantes, qui passent par l'hydroxyde de cadmium Cd(OH)2 :
n Cd2+(aq) + 2n OH−(aq) ⟶ [Cd(OH)2]n↓.
[Cd(OH)2]n + n S2−(aq) ⟶ n CdS↓ + 2n OH−(aq).
La présence massive d'anions hydroxyde dans la solution conduit à la formation d'hydroxyde métallique qui s'assemble en agrégats (clusters) en suspension, lesquels sont dispersés dans la solution et se déposent sur le substrat sous l'effet des forces de van der Waals. Ces agrégats agissent comme autant de centres de nucléation de cristallites en réagissant avec les anions chalcogénures et conduisent à la formation de multiples cristaux plus petits et plus homogènes que par la réaction ion par ion,.

## Substrats
Outre sa simplicité et son coût, le dépôt chimique en solution présente l'avantage de s'accommoder d'une large gamme de substrats, ce qui multiplie les domaines d'application possibles. Il est également possible d'employer des substrats aux surfaces irrégulières ou portant des motifs complexes. On a ainsi réalisé des dépôts chimiques en solution sur de la mousse de mélamine et des hydrogels d'acide polyacrylique pour certaines applications spécialisées.